# Грене, Дэвид
Дэвид Грене (David Grene; 13.04.1913, Дублин — 10.09.2002, Чикаго) — американский ирландского происхождения филолог-классик, также театровед. Наиболее известен переводами древнегреческих трагедий и геродотовой «Истории». Профессор Чикагского университета.
Ещё в детстве пристрастился к театру.
Окончил Тринити-колледж в Дублине (1936, магистр искусств). Он также занимался в Вене, Афинах и Гарварде. Некоторое время работал с братьями Маркс в Голливуде.
С 1937 года и до конца жизни работал в Чикагском университете, профессор. Тогда же он решил осесть в США.
В 1947 году стал одним из пяти членов-основателей университетского Комитета по социальной мысли (остальными были Ханна Арендт, Э. Шилз, Сол Беллоу и Алан Блум).
Высокой оценки удостоила его Ханна Аренд как знатока др.-греч. языка.
Также преподавал драматургию Шекспира и Ибсена. Первому он посвятил свои Мессенджеровские лекции, которых был удостоен в 1977 году.
Его переводы включают геродотову «Историю» (1985), эсхиловы «Прометей прикованный» (1942) и «Семеро против Фив» (1956), софокловы «Царь Эдип» (1942, 1991), «Электра» (1957) и «Филоктет» (1957), еврипидову «Ипполит» (1942); все они были опубликованы издательством University of Chicago Press в серии Complete Greek Tragedies, соредактором которой он являлся (вместе с Р. Латтимором); он также в 1998 году перевёл гесиодовские «Труды и дни».
Одни лишь его переводы древнегреческих трагедий опубликованные University of Chicago Press разошлись более чем в миллион экземпляров.
Почётный доктор Северо-Западного университета.
Сотрудничал с чикагским профессором У. Донигер для театральных постановок древнегреческих трагедий.
Был близким другом учёного-философа Алана Блума и Нобелевского лауреата по литературе Сола Беллоу.
Его увлечением было фермерство.
В 1938—1961 годах был женат на Марджори Грене. Был женат второй раз. Четверо детей. Одна его дочь также стала профессором.
Оставил мемуары.
Книги
- David Grene, Of Farming & Classics: A Memoir. Chicago: University of Chicago Press, 2007. ISBN 0-226-30801-4